# Diskordianismus

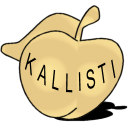
Diskordianský symbol

Diskordianismus (z lat. Discordia, též erisianismus z řec. Eris) označuje společenství, které se prezentuje ve formě náboženství nebo parodie na náboženství.
Členové tohoto společenství označují diskordianismus jako pantheistické novopohanské náboženství či filosofii. Někteří diskordianismus považují za promyšlený vtip vydávající se za náboženství, jiní ho považují za náboženství vydávající se za promyšlený vtip. Odpověď v duchu diskordianismu je však: „Diskordianismus je náboženství, které se vydává za promyšlený vtip vydávající se za náboženství.“ Ať je pravda jakákoliv, humor je spolu s chaosem jedním z ústředních prvků diskordiánské filosofie. Diskordianismus bývá na jednu stranu srovnáván s Wiccou a dalšími novopohanskými náboženstvími, na druhou stranu se zenem a taoismem. Někdy je nazýván „dada zen pro západňany“. Od ostatních náboženství se vyčleňuje především naprostým odmítáním dogmat.
Na diskordianismus lze pohlížet i jako na prosté odmítnutí redukcionismu, dualismu nebo dokonce i falsifikovatelnosti.

## Historie a vztah k ostatním náboženstvím
Moderní historie diskordianismu se datuje od padesátých let dvacátého století (křesťanského letopočtu), ale navazuje na římské, řecké a podle své vlastní mytologie ještě starší tradice. Eris, diskordiánská bohyně, pochází z řecké mytologie, později ji pod jménem Discordia vzali za svou Římané. S pádem římského impéria se ze scény na čas vytratila, aby se vrátila koncem padesátých let dvacátého století v Kalifornii.
Diskordianismus má blízko k dalším novopohanským náboženstvím, zejména těm formám Wiccy, které ctí Bohyni jako univerzální božstvo. Protože jsou ale obě náboženství nedogmatická a tudíž velmi variabilní, ne všechny formy musí mít k sobě blízko. Často ale diskordiáni označují Wiccu za diskordiánskou sektu, a naopak.

### Pohled diskordianistů na ostatní náboženství
Diskordianismus považuje za přínosnou existenci jiných náboženství a ideologií vůbec. Náboženské konflikty jsou vždy poctou především Eris, bohyni sváru. Všeobecně je však zbytečná eskalace prostředků vedení konfliktů, např. násilí, diskordianisty považována za projev nezralosti.
Diskordianismus chápe jako podstatu náboženství zákaz pojídání špekáčku v pátek. Ať už je to páteční půst, nebo potravní tabu vůči hovězímu či vepřovému, nebo odpor k zabití živého tvora pro účel potravy, nebo nezdravost uzeniny, významné ideologické systémy se skutečně v tomto bodě důsledně shodují. Pojídání špekáčku je protiklad náboženství a duchovna vůbec. Podle některých verzí diskordianismu nejde o špekáček, ale párek v rohlíku.

## Filosofie
Základním dogmatem diskordianismu je blahodárnost sváru, sporů, konfliktů a soupeření vůbec. Při soupeření totiž to dobré zvítězí nad tím špatným. Humor, kreativita a svoboda jsou pak považovány za pozitivní kvality.
Biologická evoluce, ekonomický systém založený na konkurenčním prostředí nebo politický systém založený na soupeření politických stran – to jsou systémy, které v sobě mají zabudovaný prvek soupeření. Demonstrují tak principy diskordianismu.
Dalším dogmatem diskordianismu je odmítání všech dogmat.

### Chaos

Svaté Chao

Zatímco většina náboženství uctívá principy řádu, diskordianismus lze interpretovat jako uvědomění si „ne-řádu“ jako stejně důležitého aspektu reality. Pojem „ne-řád“ (angl. disorder) však nelze zaměňovat s diskordiánskou interpretací pojmu „chaos“, neboť ten je chápán jako podstata reality, svár řádu a ne-řádu. Tuto harmonii vyjadřuje „Svaté Chao“, symbol připomínající známější Jin-jang, ve kterém ale jedna část představuje řád a druhá ne-řád. Slovo „Chao“ bylo diskordiány vytvořeno jako jednotné číslo množného všezahrnujícího slova chaos.

### Humor
Nedílnou součástí diskordiánské filosofie je humor.

### Svoboda
Svoboda je ústřední myšlenkou diskordianismu. Diskordián není vázán žádnými zákony, které sám nepřijme za vlastní.
Smí přepisovat svaté diskordiánské texty, vykonávat funkce papeže, smí se chovat jak sám uzná za vhodné a podle svých vlastních pravidel (pokud vůbec nějakých). „Pentabarf“, soubor pěti přikázání obsažený v principiích, popírá sám sebe, je tak jen dalším varováním před bezhlavým přijímáním cizích pravidel. Za největší dar od Eris považují diskordiáni svobodu, bez příslibu věčného spasení a bez hrozby věčného zatracení. Diskordianismus nemluví o pekle
ani jiných formách trestů či odměn po smrti. Diskordiáni říkávají: „Nejsou žádná pravidla, jen ta která si sám zvolíš. Bohyně vítězí.“
Diskordianismus nemá ani žádné dogma v podobě wiccanského rede (Čiň jak chceš, pokud neškodíš jinému).
Přestože diskordiánská bohyně žádný takový zákon na své věřící neuvalila, mnozí ho za svůj přesto svobodně přijali.
Protože je to zákon úcty ke svobodě druhých, a svoboda je v diskordianismu posvátná.
Diskordianismus ovšem kategoricky zakazuje pojídat v pátek špekáček. Především jde o špekáček opečený na ohni. V některých interpretacích je to párek v rohlíku. (anglická citace z Principie Discordie: No Hot Dog buns)

## Diskordiánský papež
V diskordianismu se titul „papež“ vztahuje ke každému muži, ženě i dítěti na světě.
Ve svatém diskordiánském písmu (tzv. Principiích) je vložen certifikát, který lze volně kopírovat, komukoliv věnovat a připomenout mu tak jeho postavení právoplatného papeže. Související poznámka říká: „Papež je ten, kdo není podřízen zákonné moci.“

### Pravomoci papeže
Mezi pravomoci diskordiánského papeže patří (mimo jiné) následující:
1. Být neomylným, kdykoliv, i zpětně.
2. Zcela reformovat erisiánskou církev.
3. Křtít, pohřbívat a oddávat (dva poslední obřady pouze se svolením zemřelých).
4. Exkomunikovat, deexkomunikovat, reexkomunikovat a dereexkomunikovat sebe, lidi, zvířata, věci i jiné bytosti.
5. Provádět všechny funkce, obřady a rituály, které se pro diskordiánského papeže považují za nevhodné.

Srovnej katolický papež.

## Rituály, obřady
Diskordianistou se člověk může stát v pátek, a to vědomým snědením špekáčku (párku v rohlíku).

## Citáty
„Pokud je organizované náboženství opiem lidstva, pak neorganizované náboženství je marihuanou excentrických šílenců“ – Kerry Thornley